# ジュニャーナパーダ
ジュニャーナパーダ（Jñānapāda）とは、9世紀頃に活動したインド仏教の密教僧。インド後期密教、及びチベット仏教における『秘密集会タントラ』の解釈・実践の2大流派の1つである「ジュニャーナパーダ流」の創始者。
パーラ朝初期の密教者で、ヴィクラマシーラ大僧院の金剛阿闍梨にも任命されたとされる。また、中観派のハリバドラの弟子とみなされたりもする。
『大口伝書』 『小口伝書』 『普賢成就法』などの十四部書を著し、『普賢成就法』は「ジュニャーナパーダ流」生起次第の根本典籍となっている。

## 著作
- 『大口伝書』
- 『小口伝書』
- 『普賢成就法』